# 漏れ磁束

変圧器の磁束

漏れ磁束（もれじそく）は 変圧器（トランス）を構成する磁束の一つである。変圧器の磁束は主磁束(相互磁束:Mutual flux)と漏れ磁束から構成される。変圧器の変圧作用に寄与する磁束を主磁束といい、変圧作用に寄与しない磁束を漏れ磁束という。漏れ磁束は変圧器の漏れインダクタンスを構成する磁束である。

## 変圧器の磁束
変圧器の磁束は主磁束と漏れ磁束とから構成される。
1. 変圧器の一次巻線と二次巻線の双方と鎖交[1]する磁束を主磁束(φ12またはφ21)という。
2. 一次巻線だけと鎖交し二次巻線とは鎖交しない磁束を一次側漏れ磁束(φσ1)という。
3. 二次巻線とだけ鎖交し、一次巻線とは鎖交しない磁束を二次側漏れ磁束(φσ2)という。

一次巻線と二次巻線とが完全に結合した変圧器には主磁束のみしか存在しないが、実際の変圧器の場合、一次巻線と二次巻線との結合は完全ではないので必ず漏れ磁束が存在する。そして、この漏れ磁束は一次側、二次側、それぞれの巻線のみしか鎖交しないために、変圧作用には寄与しない。また同時に、それぞれの巻線のみしか鎖交しないということはそれぞれの巻線のインダクタンスとして寄与していることを意味する。このようにして、一次側漏れ磁束は一次側漏れインダクタンスとなり、二次側漏れ磁束は二次側漏れインダクタンスとなる。

## 関連事項
- 変圧器
- 結合係数
- 漏れインダクタンス
- 磁気漏れ変圧器
- 共振変圧器
- テスラコイル